# Grand Prix de Copenhague
Le Grand Prix de Copenhague ou Grand Prix d'Ordrup ou Grand Prix du Dansk Bicycle Club (DBC) était une compétition de cyclisme sur piste, avec une épreuve de vitesse pour amateurs et une épreuve pour professionnels, open à partir de 1979, organisée par le Dansk Bicycle Club (da), au vélodrome d'Ordrup jusqu'en 2000 puis au Ballerup Super Arena en 2002.
Le Grand Prix de Copenhague a longtemps été considéré comme le deuxième Grand Prix le plus prestigieux au monde, derrière le Grand Prix de Paris.

## Histoire
À l'origine, le Grand Prix de Copenhague amateurs et professionnels faisaient l'objet de paris mutuels.
Au milieu des années 1960, le Grand Prix professionnel n'est plus organisé. En 1970 et 1971, le directeur sportif du DBC, Jørgen Beyerholm, le relance et Henrik Elmgreen, devenu directeur sportif de DBC, fait de nouvelles tentatives pour recréer le Grand Prix dans les années 1974 - 1977.
À partir de 1979, le Grand Prix est couru "Open". Il compte pour la Coupe du Monde UCI 1993 et 1994.

## Palmarès

### Vitesse professionnelles
| Année     | Vainqueur            | Deuxième                        | Troisième                             |
| --------- | -------------------- | ------------------------------- | ------------------------------------- |
| 1898      | Jean-Baptiste Louvet | John Green                      | Thorvald Ellegaard                    |
| 1899      | Thorvald Ellegaard   | Paul Bourillon                  | Edmond Jacquelin                      |
| 1900      | Harrie Meyers        | Thorvald Ellegaard              | Gian Ferdinando Tomaselli             |
| 1901      | Thorvald Ellegaard   | Willy Arend                     | Umberto Ferrari                       |
| 1902      | Thorvald Ellegaard   | Harrie Meyers                   | Pietro Bixio                          |
| 1903,     | Thorvald Ellegaard   | Charles Van Den Born            | Guus Schilling                        |
| 1904      | Thorvald Ellegaard   | Harrie Meyers                   | Walter Rütt                           |
| 1905      | Thorvald Ellegaard   | Gabriel Poulain                 | Willy Bader                           |
| 1906      | Thorvald Ellegaard   | Gabriel Poulain                 | Walter Rütt                           |
| 1907,     | Thorvald Ellegaard   | Walter Rütt Émile Friol ex æquo | Willy Bader (4e)                      |
| 1908,     | Walter Rütt          | Gabriel Poulain                 | Thorvald Ellegaard                    |
| 1909      | Walter Rütt          | Gabriel Poulain                 | Otto Meyer                            |
| 1910      | Thorvald Ellegaard   | Léon Comès                      | Julien Pouchois                       |
| 1911      | Thorvald Ellegaard   | Léon Hourlier                   | Edmond Jacquelin                      |
| 1912      | Walter Rütt          | Thorvald Ellegaard              | André Perchicot                       |
| 1913      | Walter Rütt          | André Perchicot                 | Thorvald Ellegaard                    |
| 1914      | Thorvald Ellegaard   | Otto Meyer                      | Reginald McNamara                     |
| 1915-1921 | -                    | Non disputé                     | -                                     |
| 1922      | Robert Spears        | Thorvald Ellegaard              | Jos Van Bever                         |
| 1923      | César Moretti        | William Bailey                  | Thorvald Ellegaard                    |
| 1924      | César Moretti        | Maurice Schilles                | Thorvald Ellegaard Oscar Egg ex æquo  |
| 1925      | Robert Spears        | Palmiro Mori                    | Thorvald Ellegaard                    |
| 1926      | César Moretti        | Robert Spears                   | Gerard Leene                          |
| 1927      | Lucien Michard       | Lucien Faucheux                 | Aloïs De Graeve                       |
| 1928      | Piet Moeskops        | Lucien Michard                  | Ernest Kauffmann                      |
| 1929      | Lucien Michard       | Willy Falck Hansen              | Avanti Martinetti                     |
| 1930      | Lucien Michard       | Orlando Piani                   | Willy Falck Hansen                    |
| 1931      | Willy Falck Hansen   | Jef Scherens                    | Louis Gérardin                        |
| 1932      | Jef Scherens         | Willy Falck Hansen              | Mathias Engel                         |
| 1933      | Willy Falck Hansen   | Albert Richter                  | Lucien Michard                        |
| 1934      | Jef Scherens         | Albert Richter                  | Willy Falck Hansen                    |
| 1935      | Louis Gérardin       | Jef Scherens                    | Willy Falck Hansen                    |
| 1936      | Jef Scherens         | Willy Falck Hansen              | Lucien Michard                        |
| 1937      | Jef Scherens         | Louis Gérardin                  | Willy Falck Hansen                    |
| 1938      | Arie van Vliet       | Jef Scherens                    | Willy Falck Hansen                    |
| 1939      | Jef Scherens         | Arie van Vliet                  | Willy Falck Hansen                    |
| 1940      | Willy Falck Hansen   | Kield Brask Andersen            | Anker Meyer Andersen                  |
| 1941      | Willy Falck Hansen   | Heino Dissing (en)              | Hans Christian Nielsen (cyclist) (en) |
| 1943      | Jen Petersen         | Karl Magnussen (en)             | Anker Meyer Andersen                  |
| 1944      | Carl Koblauch (de)   | Anker Meyer Andersen            | Willy Falck Hansen                    |
| 1945      | Willy Falck Hansen   | Carl Koblauch (de)              | Anker Meyer Andersen                  |
| 1946      | Jef Scherens         | Arie van Vliet                  | Jan Derksen                           |
| 1947      | Arie van Vliet       | Jef Scherens                    | Georges Senfftleben                   |
| 1948      | Arie van Vliet       | Jef Scherens                    | Carl Koblauch (de)                    |
| 1949      | Reginald Harris      | Jan Derksen                     | Jef Scherens                          |
| 1950      | Arie van Vliet       | Jan Derksen                     | Axel Schandorff                       |
| 1951      | Jan Derksen          | Sydney Patterson                | Georges Senfftleben                   |
| 1952      | Arie van Vliet       | Sydney Patterson                | Jan Derksen                           |
| 1953      | Arie van Vliet       | Jan Derksen                     | Sydney Patterson                      |
| 1954      | Reginald Harris      | Arie van Vliet                  | Jan Derksen                           |
| 1955      | Reginald Harris      | Arie van Vliet                  | Jan Derksen                           |
| 1956      | Reginald Harris      | Roger Gaignard                  | Arie van Vliet                        |
| 1957      | Reginald Harris      | Arie van Vliet                  | Roger Gaignard                        |
| 1958      | Roger Gaignard       | Oscar Plattner                  | Werner Potzernheim                    |
| 1959      | Oscar Plattner       | Roger Gaignard                  | Armin von Büren                       |
| 1960      | Antonio Maspes       | Jos De Bakker                   | Jan Derksen                           |
| 1961      | Antonio Maspes       | Roger Gaignard                  | Oscar Plattner                        |
| 1962      | Antonio Maspes       | Jan Derksen                     | Oscar Plattner                        |
| 1963      | Leo Sterckx          | Jan Derksen                     | Jos De Bakker                         |
| 1964-1969 | -                    | Non disputé                     | -                                     |
| 1970      | Sante Gaiardoni      | Robert Van Lancker              | Giordano Turrini                      |
| 1971      | Gordon Johnson       | Leijn Loevesijn                 | Jackie Simes (en)                     |
| 1972-1973 | -                    | Non disputé                     | -                                     |
| 1974      | Peder Pedersen       | John Nicholson                  | Robert Van Lancker                    |
| 1975      | John Nicholson       | Peder Pedersen                  | Harry Cutting (en)                    |
| 1976      | John Nicholson       | Peder Pedersen                  | Leijn Loevesijn                       |
| 1977      | John Nicholson       | Peder Pedersen                  | Giordano Turrini                      |

### Vitesse amateurs
| Année | Vainqueur                | Deuxième                              | Troisième                             |
| ----- | ------------------------ | ------------------------------------- | ------------------------------------- |
| 1908  | Erik Kjeldsen (en)       | Ejnar Uttanthal                       | Aage Vind Hansen                      |
| 1909  | Ejnar Uttanthal          | Herman Kjeldsen                       | I. P. Høyer                           |
| 1910  | J. G. Anderson           | Carl Christensen                      | Alfred Moslund                        |
| 1911  | Emil Schröder            | Viggo Christensen                     | Johan Normann Hansen                  |
| 1912  | Aage Vind Hansen         | Erich Möder                           | Max Hansen                            |
| 1913  | I. P. Høyer              | Erik Kjeldsen (en)                    | Emil Schröder                         |
| 1914  | Erik Kjeldsen (en)       | Alex Benscheck                        | Arthur Hensch                         |
| 1915  | -                        | Non disputé                           | -                                     |
| 1916  | Joseph Verhein           | Emanuel Nielsen                       | Erik Kjeldsen (en)                    |
| 1917  | Erik Kjeldsen (en)       | Georg Clausen                         | Aage Olsen                            |
| 1918  | Herman Kjeldsen          | Henry Brask Andersen                  | Erik Kjeldsen (en)                    |
| 1919  | Henry Brask Andersen     | Herman Kjeldsen                       | Johan Norman Hansen                   |
| 1920  | Henry Brask Andersen     | Johan Norman Hansen                   | Georg Clausen                         |
| 1921  | Henry Brask Andersen     | Axel Hornemann Hansen                 | Johan Norman Hansen                   |
| 1922  | George Owen              | Maurice Peeters                       | John Sibbit                           |
| 1923  | Oscar Guldager (de)      | Edmund Hansen                         | Willy Falck Hansen                    |
| 1924  | Edmund Hansen            | Francesco Del Grosso                  | Oscar Rütt                            |
| 1925  | Paul Oszmella            | Jaap Meyer                            | Albert Debunne                        |
| 1926  | Willy Falck Hansen       | John Sibbit                           | Abegglen                              |
| 1927  | Mathias Engel            | Peter Steffes                         | Willy Falck Hansen                    |
| 1928  | Willy Falck Hansen       | Edoardo Severgnini                    | Robert Jensen                         |
| 1929  | Bruno Pellizzari         | Sydney Cozens                         | Willy Vigo Gervin                     |
| 1930  | Louis Gérardin           | Yves Van Massenhove                   | Willy Vigo Gervin                     |
| 1931  | Maurice Perrin           | Hans Dasch                            | Bruno Pellizzari                      |
| 1932  | Jacobus van Egmond       | Werner Walter                         | Willi Frach (de)                      |
| 1933  | Franz Dusika             | Charles Rampelberg                    | Jacobus van Egmond                    |
| 1934  | Toni Merkens             | Denis Horn                            | Benedetto Pola                        |
| 1935  | Arie van Vliet           | Toni Merkens                          | Einar Olesen                          |
| 1936  | Toni Merkens disqualifié | Louis Chaillot                        | Arie van Vliet                        |
| 1937, | Pierre Georget           | Jef van de Vijver                     | Hans Christian Nielsen (cyclist) (en) |
| 1938  | Bruno Loatti             | Hans Christian Nielsen (cyclist) (en) | Chris Kropman (en)                    |
| 1939  | Italo Astolfi            | Jan Derksen                           | Gerhard Purann                        |
| 1940  | Bruno Eriksen            | Jens Nielsen                          | Palle Høltzer                         |
| 1941  | Heron Manager            | Carl Koblauch (de)                    | Rupert Christensen                    |
| 1942  | Erik Falck Hansen        | Jens Petersen                         | Heron Manager                         |
| 1943  | Carl Koblauch (de)       | Jens Petersen                         | Heron Manager                         |
| 1944  | Henry K. Nielsen         | Thomas W. Larsen                      | Egon Dalbjørn                         |
| 1945  | Ib Vagn Hansen (en)      | John Jensen                           | Poul Erik Larsen                      |
| 1946  | Oscar Plattner           | Axel Schandorff                       | Cor Bijster (de)                      |
| 1947  | Cor Bijster (de)         | Axel Schandorff                       | Henning Nielsen                       |
| 1948  | Axel Schandorff          | Ib Vagn Hansen (en)                   | Evan Klamer                           |
| 1949  | Axel Schandorff          | Jack Heid (en)                        | Alan Bannister                        |
| 1950  | Jan Hijzelendoorn        | Antonio Maspes                        | Axel Schandorff                       |
| 1951  | Enzo Sacchi              | Marino Morettini                      | Jan Hijzelendoorn                     |
| 1952  | Jan Hijzelendoorn        | Ove Krogh Rants (en)                  | Werner Potzernheim                    |
| 1953  | Cesare Pinarello         | Cyril Peacock                         | Bengt Hjortbøl (de)                   |
| 1954  | Lloyd Binch (en)         | Jos De Bakker                         | Jan Hijzelendoorn                     |
| 1955  | John Tressider           | Lloyd Binch (en)                      | John Tressider                        |
| 1956  | John Tressider           | John Tressider                        | Guglielmo Pesenti                     |
| 1957  | Guglielmo Pesenti        | Michel Rousseau                       | Cesare Pinarello                      |
| 1958  | Valentino Gasparella     | Kurt Melby                            | Sante Gaiardoni                       |
| 1959  | Valentino Gasparella     | Sante Gaiardoni                       | Karl Barton (en)                      |
| 1960  | Sante Gaiardoni          | Valentino Gasparella                  | Giuseppe Beghetto                     |
| 1961  | Sergio Bianchetto        | Giuseppe Beghetto                     | Aad de Graaf (en)                     |
| 1962  | Sergio Bianchetto        | Angelo Damiano                        | Preben Duckert                        |
| 1963  | Angelo Damiano           | Sergio Bianchetto                     | Preben Duckert                        |
| 1964  | Daniel Morelon           | Patrick Sercu                         | Angelo Damiano                        |
| 1965  | Daniel Morelon           | Peder Pedersen                        | Giordano Turrini                      |
| 1966  | Daniel Morelon           | Omar Phakadze                         | Giordano Turrini                      |
| 1967  | Omar Phakadze            | Daniel Morelon                        | Niels Fredborg                        |
| 1968  | Daniel Morelon           | Igor Tselovalnikov                    | Peder Pedersen                        |
| 1969  | Daniel Morelon           | Pierre Trentin                        | Igor Tselovalnikov                    |
| 1970  | Daniel Morelon           | Niels Fredborg                        | Sergueï Kravtsov                      |
| 1971  | Omar Phakadze            | Peder Pedersen                        | John Nicholson                        |
| 1972  | Daniel Morelon           | Peder Pedersen                        | Ezio Cardi (en)                       |
| 1973  | Daniel Morelon           | Peder Pedersen                        | Giorgio Rossi (en)                    |
| 1974  | Sergueï Kravtsov         | Peter Eichstädt                       | Peder Pedersen                        |
| 1975  | Daniel Morelon           | Hans-Jürgen Geschke                   | Anatoly Jablunowsky                   |
| 1976  | Giorgio Rossi (en)       | Anton Tkáč                            | Aleksander Voronine                   |
| 1977  | Anton Tkáč               | Aleksander Voronine                   | Daniel Morelon                        |
| 1978  | Anton Tkáč               | Gordon Singleton                      | Yavé Cahard                           |

### Vitesse open
| Année | Vainqueur        | Deuxième                      | Troisième               |
| ----- | ---------------- | ----------------------------- | ----------------------- |
| 1979  | Miroslav Vymazal | Henrik Salée (en)             | Lou Veldt               |
| 1980  | Yvon Cloarec     | Henrik Salée (en)             | Yavé Cahard             |
| 1981  | Kōichi Nakano    | Fredy Schmidtke               | Paul Swinnerton (en)    |
| 1982  | Lutz Hesslich    | Gordon Singleton              | Vratislav Sustr         |
| 1983  | Vratislav Sustr  | Gerhard Scheller              | Stefano Baudino (en)    |
| 1984  | Lutz Hesslich    | Michael Hübner                | Vratislav Sustr         |
| 1985  | Michael Hübner   | Ralf-Guido Kuschy             | Vratislav Sustr         |
| 1986  | Lutz Hesslich    | Ralf-Guido Kuschy             | Michael Schulze         |
| 1987  | Lutz Hesslich    | Michael Hübner                | Denis Lemyre            |
| 1988  | Lutz Hesslich    | Bill Huck                     | Vratislav Sustr         |
| 1989  | Frédéric Magné   | Ken Carpenter (cycliste) (en) | Andrei Belostetski      |
| 1990  | Michael Hübner   | Heiko Rosen                   | Michael Schulze         |
| 1991  | Curt Harnett     | Michael Hübner                | Eyk Pokorny             |
| 1992  | Gary Neiwand     | Curt Harnett                  | Lars Brian Nielsen (de) |
| 1993  | Roberto Chiappa  | Marty Nothstein               | Fabrice Colas           |
| 1994  | Jens Fiedler     | Michael Hübner                | Roberto Chiappa         |
| 1995  | Michael Hübner   | Jens Fiedler                  | Marcelo Arrué           |
| 1996  |                  | Non disputé                   |                         |
| 1997  | René Wolff       | Brian Dandanell               | Matthias Schulze        |
| 1998  | Brian Dandanell  | Dion Åkerstrøm (de)           | Gary Edwards            |
| 1999  | Brian Dandanell  | Sven Peterschick              | Dion Åkerstrøm (de)     |
| 2000  | Jaroslav Jerabek | Peter Bazalik                 | René Wolff              |
| 2001  |                  | Non disputé                   |                         |
| 2002  | Craig MacLean    | Peter Bazalik                 | Pavel Buráň             |